# Austvågøy
Austvågøy is een Noors eiland. Het maakt deel uit van de Lofoten en  Vesterålen, in het uiterste noorden van de provincie Nordland in Noorwegen. Het is met 526,7 km² het grootste eiland van de Lofoten. Het noordelijke deel van het eiland hoort bij de gemeente Hadsel en Vesterålen, de grootste, zuidelijke, helft is deel van Vågan en Lofoten. Het eiland is bergachtig, hoogste punt is Higravtindan die 1147 meter hoog is.

## Verkeer
Het eiland is met bruggen verbonden met de naastgelegen eilanden Gimsøya en Hinnøya. Daarnaast vaart er een veerboot van Svolvær naar Skutvik in de gemeente Hamarøy op het vasteland. De E10 loopt langs de zuidkust en is de belangrijkste verkeersader. Bij Svolvær ligt het vliegveld Helle.

## Plaatsen op het eiland
De grootste plaats op het eiland is Svolvær. Die stad is hoofdplaats van de gemeente Vågan en de belangrijkste plaats op Lofoten. Aan de zuidkust ligt de vissersplaats Kabelvåg. Kleinere plaatsjes zijn Henningsvær, een vissersdorp op het uiterste zuiden van het eiland en Fiskebøl dat in Hadsel ligt in het noorden van het eiland.

Austvågøy
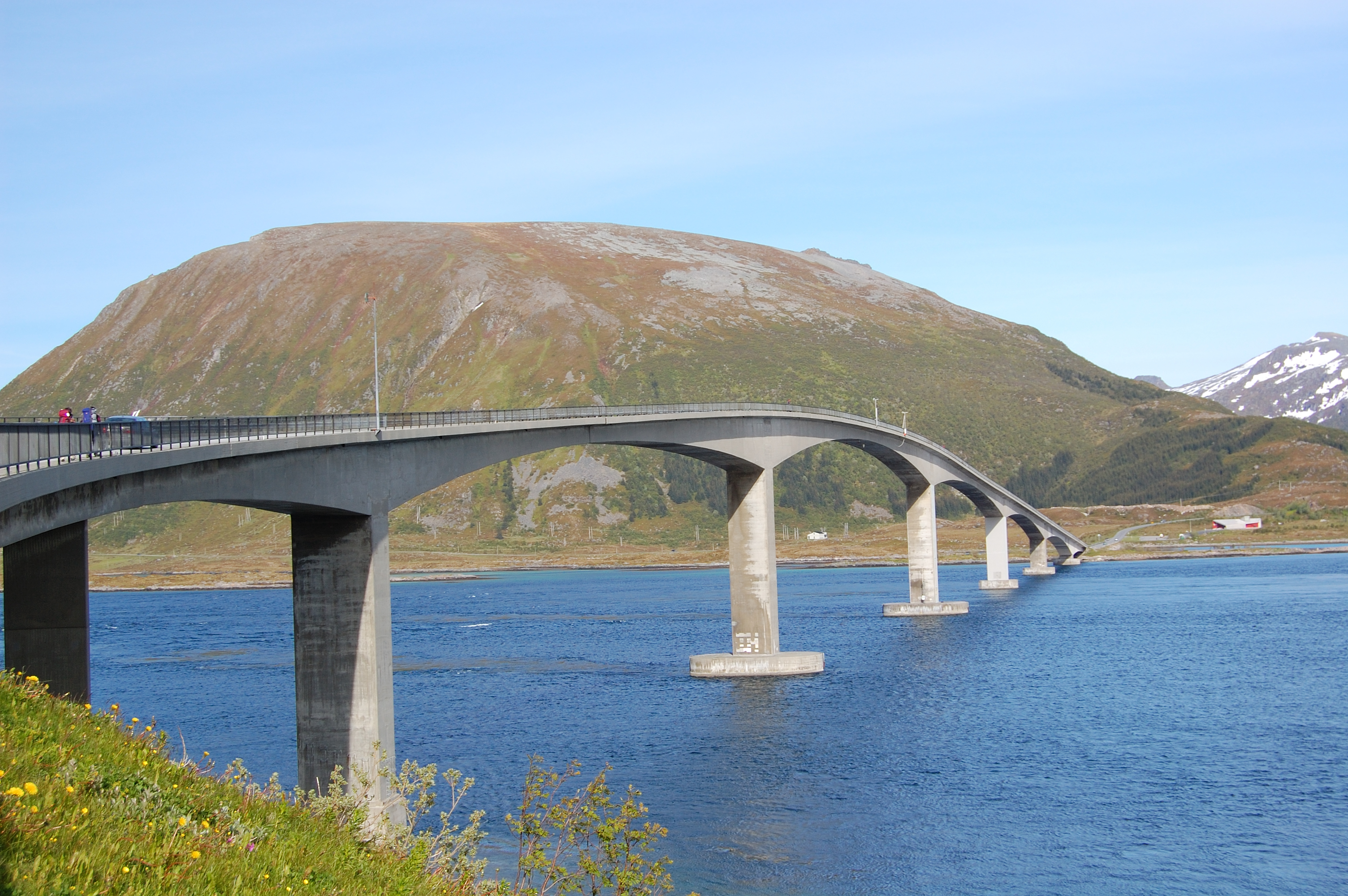
Brug over Gimsøystraumen
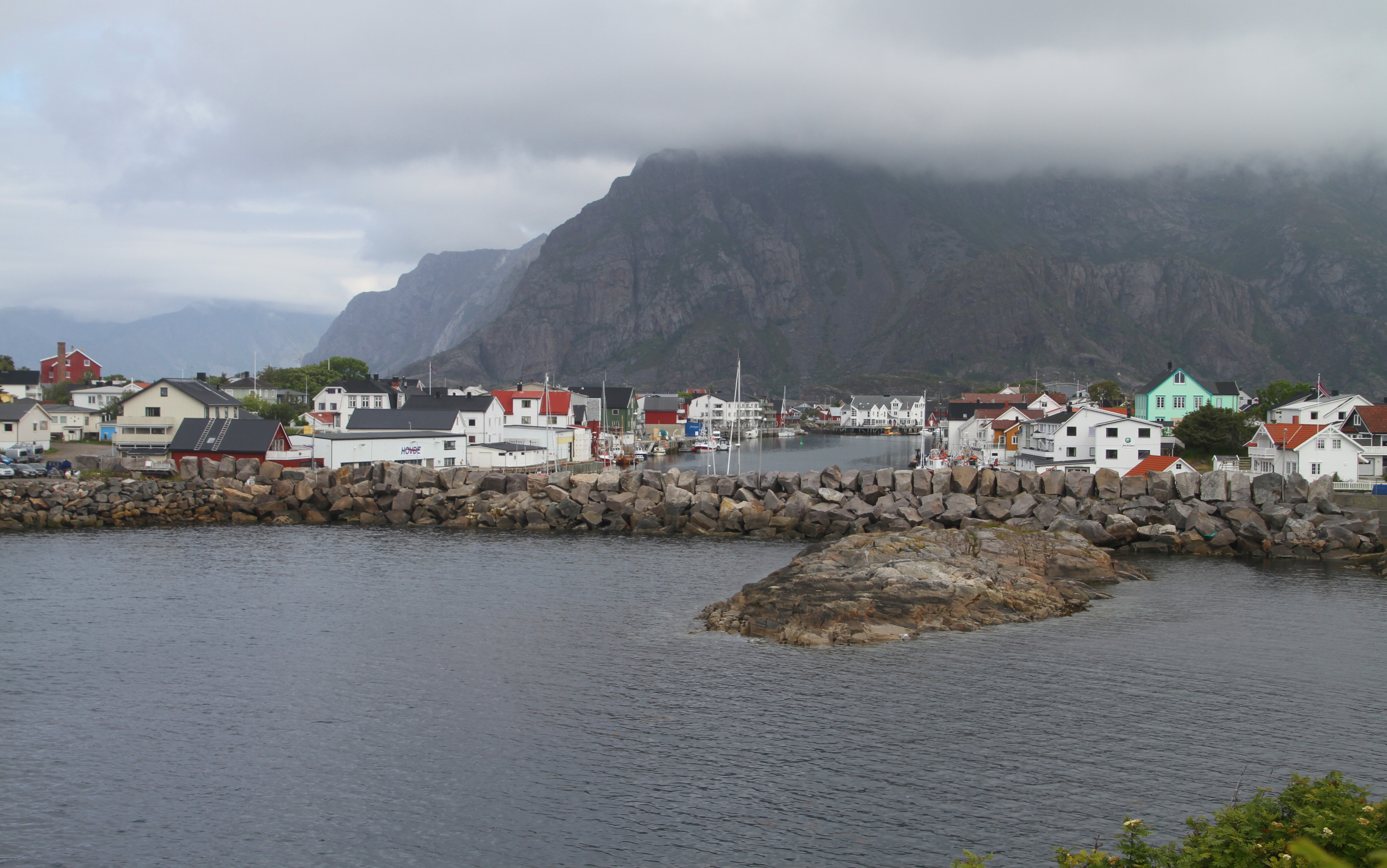
Henningsvær
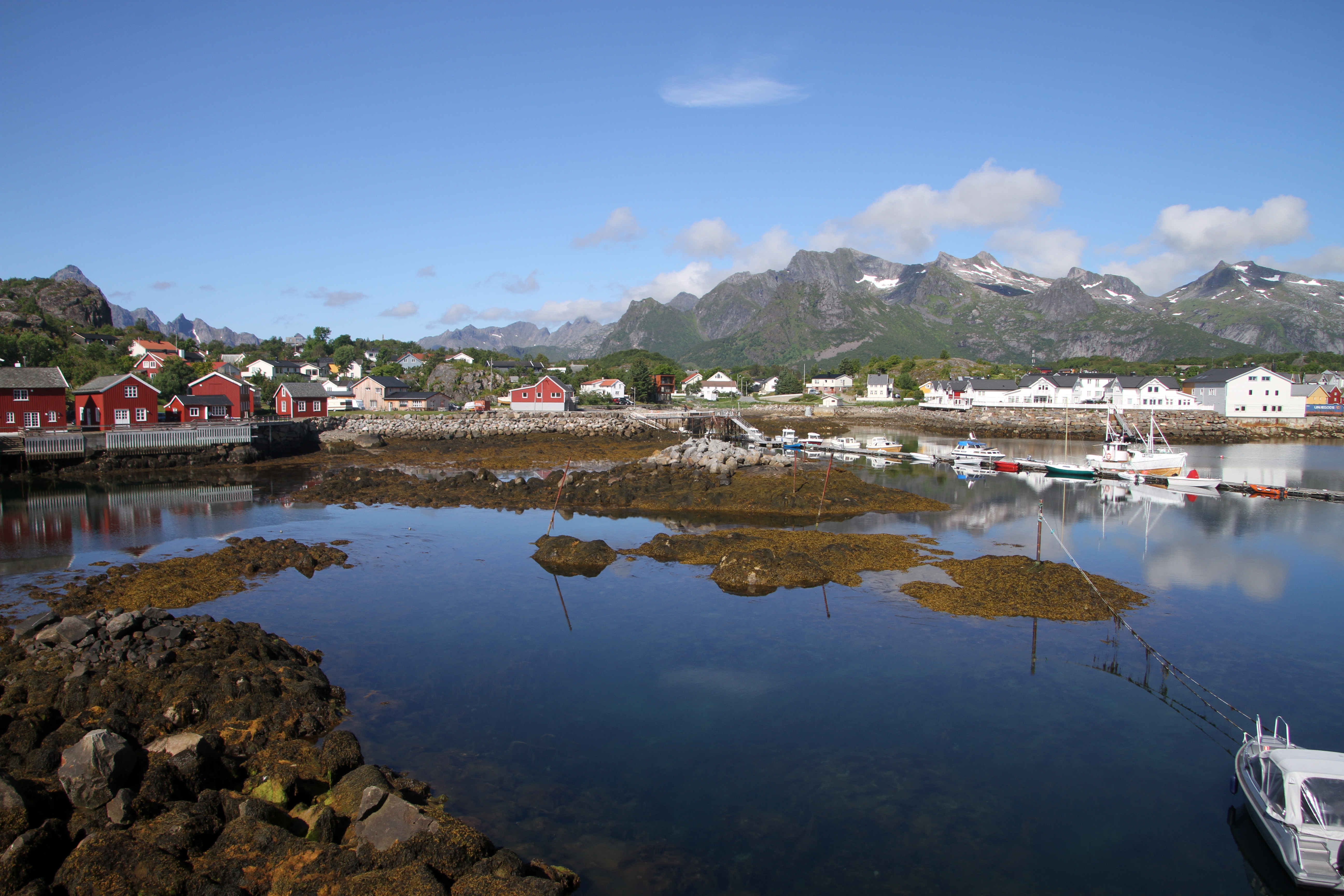
Kabelvåg
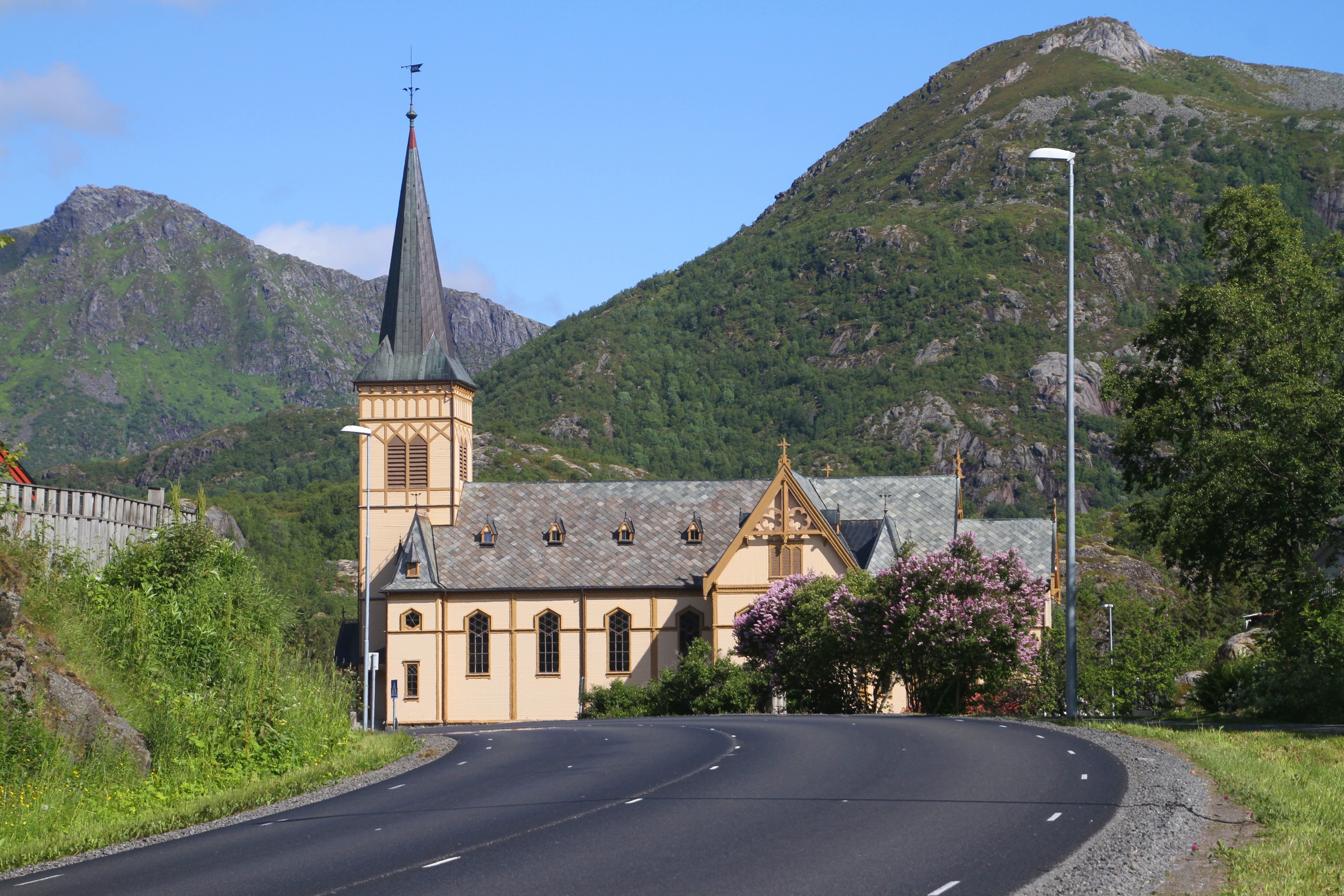
Kabelvåg kirke
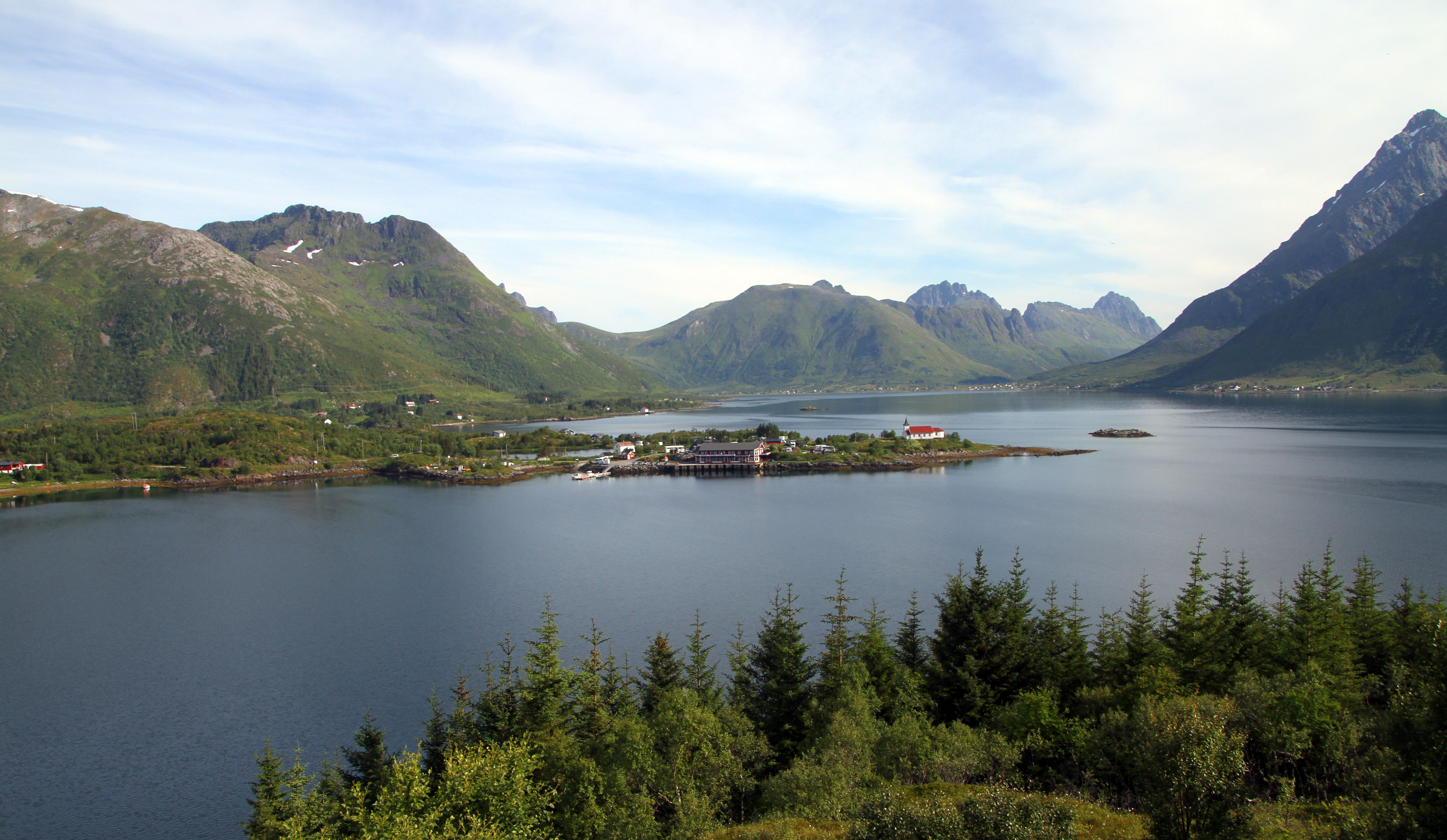
Sildpollnes
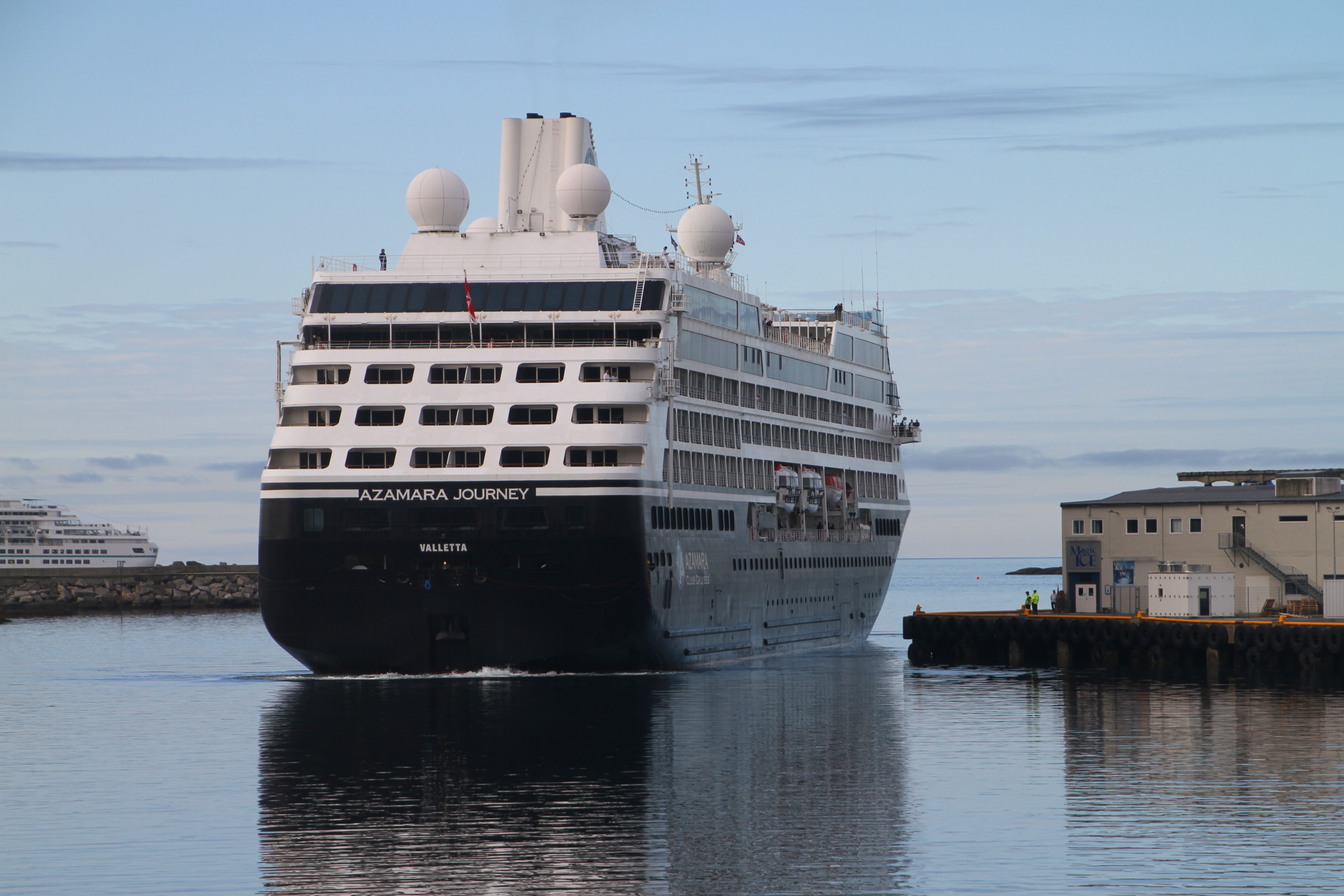
Svolvær
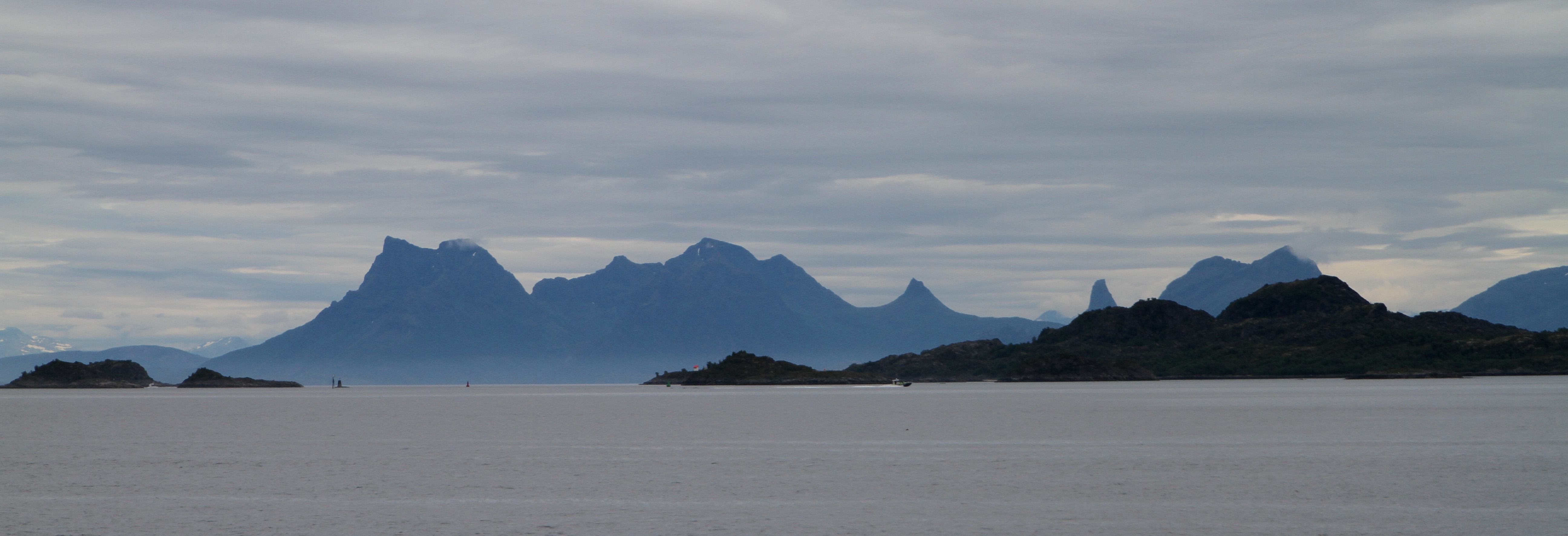
Raftsund
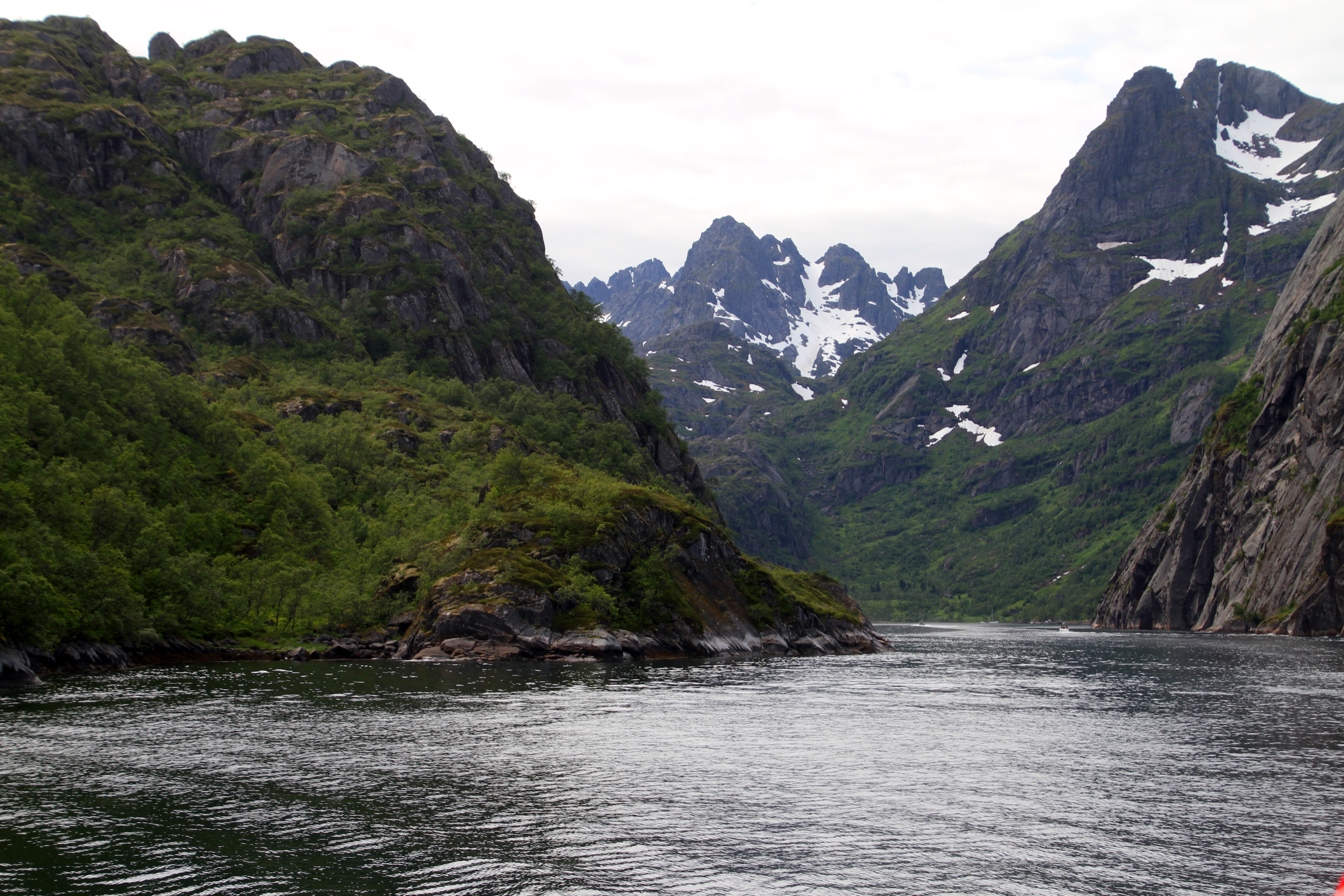
Trollfjord